# Monhystera parva
Monhystera parva är en rundmaskart som först beskrevs av Bastian 1865.  Monhystera parva ingår i släktet Monhystera och familjen Monhysteridae. Inga underarter finns listade i Catalogue of Life.